# Tracciante (idrogeologia)

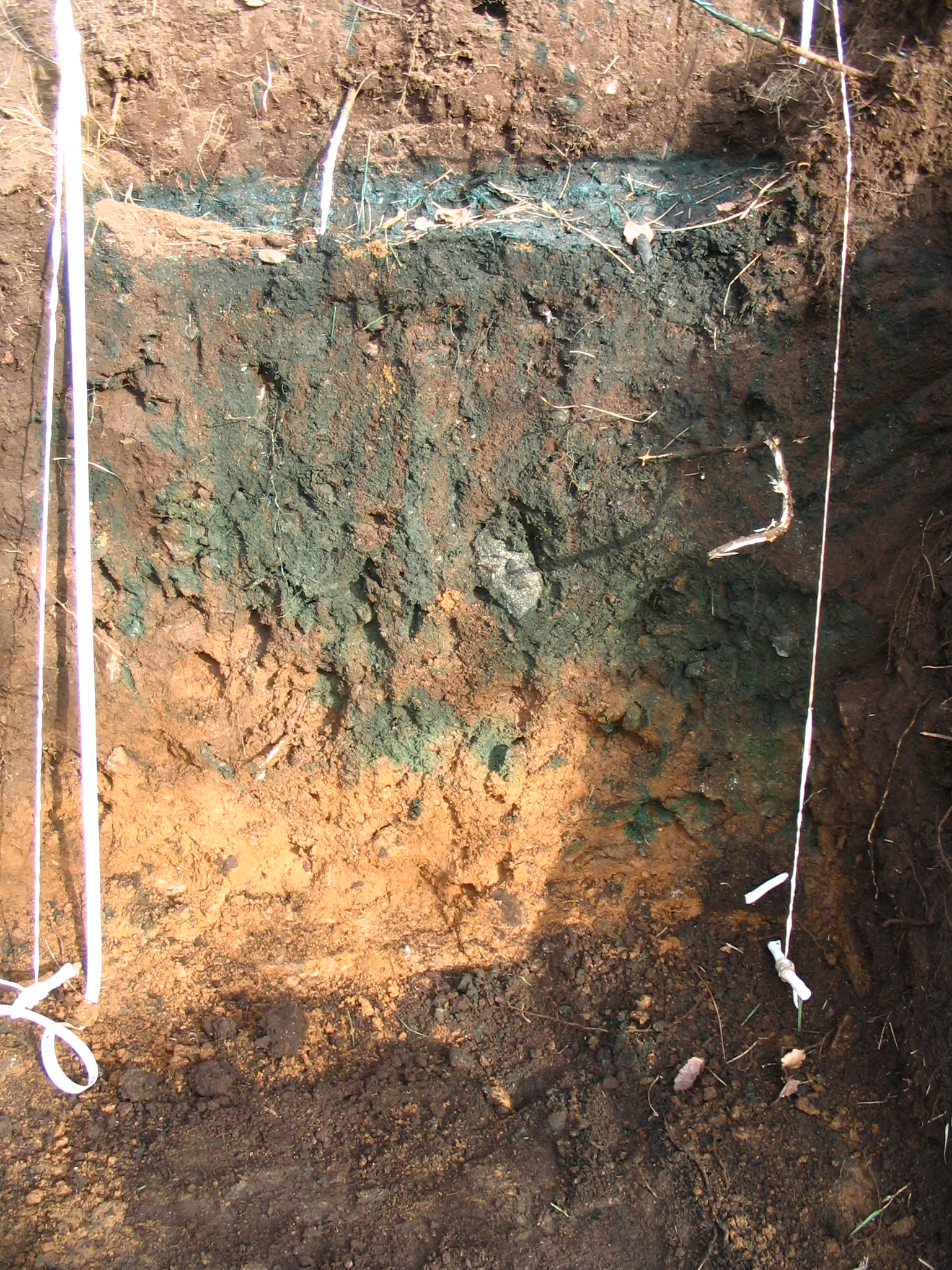
Test effettuato con blu di metilene per studiare l'infiltrazione dell'acqua piovana

Il tracciante è una sostanza che, in soluzione con acqua, permette di seguirne il percorso e le velocità all'interno di un mezzo poroso. I traccianti hanno un ruolo importante nello studio dei flussi, della loro velocità e della loro dispersione, soprattutto nella zona vadosa. 
Per poter svolgere al meglio la sua funzione un tracciante ideale deve:
- comportarsi come l'acqua (o il fluido che si intende studiare) e mantenere le proprietà per il tempo della prova, senza degradarsi o essere assorbito dal suolo o dalle rocce.
- essere facilmente distinguibile dal mezzo in cui viene usato, visivamente o tramite analisi chimiche.
- essere insensibile ai cambiamenti di pH, alcalinità, o concentrazione ionica della soluzione acquosa.
- avere un basso impatto tossicologico.

## Storia dei traccianti
L'inizio dell'uso sistematico dei traccianti viene fatto risalire alla fine del XIX secolo. In questo periodo l'uso dei traccianti era rivolto soprattutto alla ricerca di acque potabili, non contaminate dalla crescente attività umana. Alcuni tra le prime prove furono eseguite con amido, olio e NaCl. Il primo tracciante colorato, la fluoresceina, fu usato in Germania nel 1877 in alcune prove nel bacino del Danubio. 

## Elenco dei principali traccianti
Esistono vari tipi di traccianti usati in idrogeologia:
- i traccianti termici, sono iniezioni di acqua a temperatura diversa rispetto a quella presente nel terreno; sono utili per trovare zone ad alta permeabilità all'interno di acquiferi. Perdono la loro efficacia quando la differenza di temperatura diventa troppo piccola per la misurazione.
- isotopi; gli isotopi più comunemente usati sono gli isotopi stabili 2H, 13C, 15N, 18O e 34S. Vengono limitatamente usati, a causa della loro radioattività, anche gli isotopi 3H, 51Cr, 60Co, 82Br e 131I.
- clorofluorocarburi, anche noti come CFC sono traccianti che tendono a non reagire con il terreno e a rimanere facilmente rintracciabili. Non vengono più usati dal 1974, anno in cui sono stati connessi alla distruzione dell'ozono.
- esafluoruro di zolfo, tracciante economico e molto pratico, molto persistente e stabile, si rileva facilmente anche a bassissime concentrazioni (10-16 molL-1) non richiede tecnologie complesse per il rilevamento. L'esafluoruro di zolfo è comunque da usare con cautela dato che è considerato un potente gas-serra.
- etanolo, acido benzoico, fluorobenzoati, eccellenti tracciatori per acque sotterranee, usati spesso per le acque geotermali. Il loro assorbimento e trasporto dipende principalmente dal pH, infatti esperimenti in laboratorio hanno dimostrato che perdono efficacia se il pH dei pori non ha almeno due unità più del pH del tracciante. Sono influenzati dalla presenza di carbone fossile e ossidi di ferro.
- solfonati aromatici, testati soprattutto per le acque geotermali questi traccianti sono fluorescenti e possiedono una buona stabilità termica.
- anioni inorganici, i più utilizzati sono il bromuro, lo ione cloruro e lo ione nitrato. Insieme con il deuterio sono considerati dei traccianti quasi ideali per i movimenti dell'acqua.
- spore e particelle, vengono usati soprattutto spore colorate di piante con diametri di circa 30 µm, con densità di poco superiori a quella dell'acqua.
- microorganismi, vengono usati batteri e virus soprattutto per trovare le direzioni dei flussi e le loro congiunzioni.
- coloranti, hanno dimostrato di essere i traccianti più potenti, per la loro facilità di utilizzo per la presenza di una grande varietà di coloranti che si adattano per ogni tipo di ricerca.